# NGC 511
NGC 511 è una vasta e lontana galassia lenticolare situata nella costellazione dei Pesci. Per altri autori è classificabile come ellittica.

## Descrizione

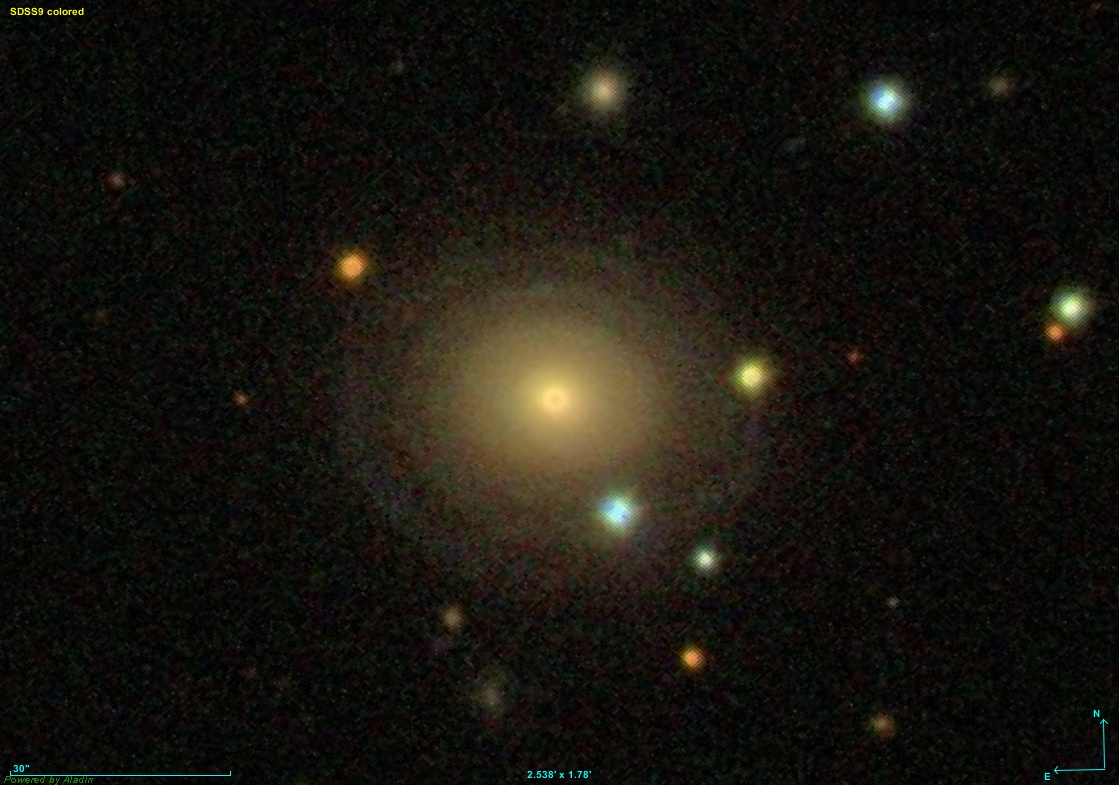
La struttura ad anelli concentrici di NGC 511.

Immagini con maggiori ingrandimenti mostrano che la galassia ha una struttura ad anelli concentrici.

## Scoperta
La galassia NGC 511 è stata scoperta il 26 ottobre 1876 dall'astronomo francese Édouard Stephan.